# Eduardo Falú
Eduardo Falú (* 7. Juli 1923 in El Galpón, Provinz Salta, Argentinien; † 9. August 2013 in Buenos Aires) war ein argentinischer Gitarrist, Komponist und Sänger.

## Kindheit und Jugend
Eduardo Falú wurde in El Galpón, einer kleinen Stadt in der Nähe von San José de Metán im argentinischen Departamento Metán, geboren. Seine Eltern, Juan Falú und Fada Falú (beide trugen denselben Nachnamen, aber ohne miteinander verwandt zu sein), immigrierten Anfang des 20. Jahrhunderts aus Syrien. Eduardo Falú ist das zweitjüngste Kind von fünf Geschwistern.
Eduardo Falú begann im Alter von elf Jahren, mit der Gitarre seines älteren Bruders zu spielen. Er erlernte das Gitarrenspiel im Selbststudium und erhielt keine formelle Musik- oder Gitarrenausbildung. Erst später nahm er Unterricht in Harmonielehre und Komposition. Wie sein Bruder Alfredo sollte Eduardo Jurist werden, widmete sich jedoch nach dem 1944 absolvierten einjährigen Militärdienst im 5. Kavallerie-Regiment ganz der Gitarre.

## Familie
Eduardo Falú heiratete Aída Nefer Fidelibus, die Tochter eines Kunstsammlers und -händlers aus Rosario in Argentinien. Von den beiden gemeinsamen Söhnen, Darío und Juan José Falú, verfolgte letzterer eine Ausbildung als klassischer Gitarrist und trat oft in gemeinsamen Konzerten mit seinem Vater auf.

## Musikalische Karriere
1940, im Alter von 17 Jahren, gab Falú sein öffentliches Debüt und spielte im Radio LV9 von Salta als Mitglied des Ensembles „Los Troperos“ in einer täglichen Sendung. Danach ging er im Norden Argentiniens als Solist auf Tournee.
Falú begann früh zu komponieren und lehnte sich an die typischen Rhythmen und Werke der regionalen Musiktradition an. Er bereicherte diese aber mit einer besonderen technischen und musikalischen Komplexität. Zudem arbeitete er mit Poeten wie Alfredo Dávalos oder Jaime Dávalos zusammen. Später studierte er die Werke der großen Gitarrenkomponisten des 19. Jahrhunderts und erstellte Adaptationen von Werken Johann Sebastian Bachs. Eduardo Falú wurde unter anderem in musikalischer Theorie und Harmonielehre vom prominenten argentinischen Komponisten Carlos Guastavino unterrichtet. Zum poetischen und musikalischen Reichtum seiner Werke gehörte seine einzigartige Bariton-Stimme.
Nachdem er 1945 nach Buenos Aires umgezogen war, erschienen erste Schellack-Schallplatten-Aufnahmen. Ab 1948 war Eduardo Falú in ganz Argentinien im Rundfunk zu hören, erstmals in Radio „El Mundo“ (Die Welt), einem Medium von nationaler Bedeutung. Seine erste Langspielplatte kam 1951 heraus. 1952 spielte er mit dem bereits bekannten Ensemble „Los Fronterizos“ zusammen.
1954 gab er einige Konzerte in den Vereinigten Staaten von Amerika, vor allem an der Ostküste. 1958 bekam er eine Einladung vom Kultusministerium der UdSSR und ging in der Sowjetunion auf Tournee. 1959 zeichnete er seine erste Aufnahme in Europa auf, im Theatre de la Ville, Paris. So entstand seine erste in Europa produzierte LP Falú en Paris. Danach spielte er im „Instituto Latinoamericano“ in Rom. 1963 gab er über 40 Konzerte in Japan; mit solchem Erfolg, dass er 1965, 1966, 1969 und 1973 insgesamt über 200 Konzerte dort gab. Es folgten weitere umfangreiche Tourneen in den USA und Europa. In Europa hielt Falú zudem mehrere Seminare ab. Nach Deutschland kam er ab Herbst 1974 regelmäßig.
Bis 2001 war er außer in europäischen Konzertsälen unter anderem in Chile, Uruguay, Peru, Kolumbien und Argentinien zu hören.
Er trat häufig mit anderen renommierten Künstlern und Ensembles Argentiniens auf wie Mercedes Sosa, Ariel Ramírez, Ernesto Sabato, Los Fronterizos und Camerata Bariloche.
Im November 2007 gab Eduardo Falú, im Alter von 84 Jahren, sein letztes Konzert für die Verfilmung des Dokumentarfilms Eduardo Falú, Canto al paisaje soñado (Eduardo Falú, Lied an die geträumte Landschaft) im Teatro Municipal de Salta in Argentinien. 2009 veröffentlichte Eduardo Falú sein letztes Musikalbum, eine Huldigung an Andrés Segovia, dem berühmten spanischen Gitarristen, der ihn während seiner ganzen Karriere inspirierte.
Eduardo Falú starb am 9. August 2013 in Buenos Aires, Argentinien, im Alter von 90 Jahren.
Viele Werke Falús sind über die Welt der argentinischen Folkmusik hinausgewachsen und gehören heute zum Repertoire von vielen international bekannten, klassischen Gitarristen.
Nach fast zehn Jahren Vorarbeit begannen 2007 Oliver Primus, ein in der Schweiz lebender deutscher Musiklehrer und Gesprächstherapeut und Arno Oehri, ein Liechtensteiner Künstler und Filmemacher, mit den Dreharbeiten des Dokumentarfilms Lied an die geträumte Landschaft, der 2009 veröffentlicht und im Rahmen verschiedener Festivals und Veranstaltungen gezeigt wurde. Dies ist das einzige filmische Werk, das sich tiefgründig mit dem Leben von Eduardo Falú und seiner Musik befasst.

## Auszeichnungen (Auswahl)
Eduardo Falú wurde mit zahlreichen Auszeichnungen geehrt, unter anderen:
- 1985 Gran Premio de SADAIC
- 1985 Premio Konex de platino
- Condecoración de Honor al Mérito por Servicios Distinguidos del Perú (Ehrenauszeichnung Perus für hervorragende Dienste)
- Ciudadano ilustre de la Provincia de Salta (Ehrenbürger der Provinz Salta)
- Ciudadano ilustre de Rosario (Ehrenbürger der Stadt Rosario, Santa Fe)
- Ciudadano ilustre de Córdoba (Ehrenbürger der Provinz Córdoba)
- Ciudadano ilustre de la Provincia de Santa Fe (Ehrenbürger der Provinz Santa Fe)

## Referenzen
- Oliver Primus
- Arno Oehri
- Arno Oehri
- Kurze Biographie (englisch)
- Weitere kurze Biographie (spanisch)
- Detaillierte Biographie (spanisch)